# Ninja Turtles: The Next Mutation
Ninja Turtles: The Next Mutation este un serial de televiziune american produs de Saban Entertainment. Este primul și singurul serial live action din franciza Țestoasele Ninja. A fost difuzat pe Fox Kids între 1997 și 1998.